# السيد هارلي كوين
هارلي كوين (بالإنجليزية: Harley Quin))‏ هو شخصية خيالية أنشأتها الكاتبة الإنجليزية أجاثا كريستي وتعتبر من أكثر شخصياتها غموضًا. السيد كوين يساعد صديقه الأكبر سنًّا السيد ساتيرثويت لحل الجرائم باستخدام مهاراته وغرائزه غير العادية. وقد ظهر في مجموعة من القصص القصيرة ومنها قصة السيد كوين الغامض والتي نُشرت في عام 1930 لأول مرة.